# برنامج منظمة الصحة العالمية لتصنيف مراحل مرض الإيدز وعدواه
برنامج منظمة الصحة العالمية التدريجي بمرض الايدز وهو برنامج تحت رعاية منظمة الصحة العالمية بدأ في عام 1990 . ويقوم حسب مبادئه المعلنة على تلخيص أفضل الاجراءات " بتزكية أن تتضمن برامج مكافحة فيروس نقص المناعة المكتسبة البشري/ الايدز لأماكن العمل المكونات التالية:
مجموعة عادلة من السياسات، ويتم توصيلها إلى كل أعضاء فريق العمل وتنفيذها بصورة صحيحة.
تعليم رسمي وغير رسمي دائم خاص بفيروس نقص المناعة البشرى/ الايدز من أجل الجميع.
إمكانية إتاحة الواقي الذكري.
تشخيص، ومعالجة، والتحكم في الأمراض التي تنتقل جنسياً للموظفين وررفقائهم في العلاقات الجنسية.
إجراء الاختبارات الاختيارية لفيروس نقص المناعة البشرى/ الايدز، وكذلك الاستشارات، والعناية، ودعم الخدمات للموظفين وعائلاتهم.
وتتضمن البرامج الطارئة الناجحة وجود التدريج، والذي يبدأ من الوقاية وحتى العلاج. وقد قامت الأبحاث بتعريف أفضل الاجراءات ( وهي بشكل أساسى من الدراسات المقامة في الولايات المتحدة ) عن برامج التعليم الناجحة التي تقوم بالتركيز على تقليل السلوك الذي يتسم بالمخاطرة من خلال رسالة واضحة حول استعمال الواقى الذكرى، وتدريس مهارات الرفض وكيفية التعامل مع ضغط الأقران، وعن طريق استعمال الطرق والمواد التي تلائم السن والثقافة. وبصورة أكثر تحديداً هي :
يجب أن تخاطب جهود التعليم قضية علاقات السلطة بين الشبان والشابات على اعتبارها مركزية بالنسبة للوقاية، ويجب تأكيد أن تكون برامج الوقاية حساسة للنوع، وتوفر للنساء المهارات للتفاوض بصورة فعّآلة بشان أجسادهن وتغرس في الرجال تدريجياً احترام حقوق النساء.
السياسات المضادة للتفرقة في المعاملة هامة بصورة خاصة من أجل تغيير ثقافة الرفقة نحو ثقافة القبول وذلك من أجل أن يكون استعمال الواقى الذكرى والعلاج، الخالى من الوصمة المرتبطة بفيروس نقص المناعة البشرى / الايدز، ممكناً.
إمكانية إتاحة الواقي الذكري هي خصوصاً قضية الشباب، حيث أن الشباب يحتاج الأدوات لكى يحموا أنفسهم من فيروس نقص المناعة البشرى على الرغم من الحساسات الثقافية بخصوص ممارسات الشباب الجنسية.
تعمل مجموعة من الاستراتيجيات بصورة أفضل من المبادرات المنفردة، والبرامج التي تخاطب الأسباب الجذرية لفيروس نقص المناعة البشرى/ الايدز هي أكثر نجاحاً من تلك التي تخاطب الأعراض المرضية فقط.